# Ichgola Androgyn
Ichgola Androgyn, aussi connue sour le nom de Theodor van den Boom, Kläre Grube ou Bernd Boßmann en civil, est une artiste travestie, actrice et militante queer allemande née le 21 octobre 1960 à Appeldorn. Active sur la scène queer berlinoise depuis les années 1980, elle se définit comme une Trash-Tunte (litt : tantouze trash) et s'est engagée très tôt dans la lutte contre le VIH/Sida et la sérophobie, entre autres aux côté de BeV StroganoV, Tima die Göttliche et Ovo Maltine.

## Biographie

### Actrice
Elle suit d'abord une formation en psychiatrie puis étudie le jeu d'acteur et l'acrobatie. Sous les pseudonymes de Theodor van den Boom ou Ichgola Androgyn, elle se produit notamment sur les scènes de Berlin-Ouest puis de Berlin (Theater des Westens, Schillertheater, Maxim Gorki Theater, SchwuZ, Wühlmäuse, Bar jeder Vernunft) et Cologne (Cirque Roncalli, Traumtheater Salomé, Kaiserhof-Theater). Elle est membre des troupes de transformistes Ladies Neid, Gosh et O-Ton Piraten (à partir de 2007). Elle tourne aussi au cinéma sous la direction de Rosa von Praunheim ou Michael Brynntrup. Dans le film Ich bin meine eigene Frau de Rosa von Praunheim (1992), elle incarne Charlotte von Mahlsdorf de 20 à 40 ans.

### Militante dans la lutte contre le sida
Avec les artistes BeV StroganoV, Ovo Maltine et Tima die Göttliche, elle forme la troupe de travesties nommée Les Tuxx. Toutes s'identifient et se reconnaissent dans la figure de la Tunte, équivalent français de la folle ou de la pédale éfféminée, ancrée dans les luttes d'émancipation homosexuelle et radicalement opposée au courant assimilationniste. Elle met alors son jeu d'acteur au service du militantisme et obtient des fonds pour des projets de lutte contre le VIH/sida. En 1987, elle fonde avec des infirmières l'association HIV e.V., pour soigner les malades du sida. Sa première opération de financement est un spectacle au Tempodrom avec de nombreuses stars. En 1990, elle organise un spectacle pour l'association Pluspunkt e. V., premier groupe d'entraide des malades du sida de l'espace est-berlinois.

### Gardienne de cimetière
En septembre 2006, elle ouvre le premier café allemand dans un cimetière, le Finovo, dans l'ancien cimetière Saint-Matthieu à Berlin. Elle est également membre de l'association à but non lucratif EFEU e. V., qui s'occupe de la rénovation des tombes historiques. Une de ces tombes est d'ailleurs réservé depuis les années 2000 pour les membres de Tuxx, sous laquelle Ovo Maltine est déjà enterrée depuis 2005. En outre, elle supervise le projet "Jardin des enfants de l'étoile" de l'EFEU e.V., un lieu de repos spécial et un site commémoratif pour les enfants mort-nés, où les parents peuvent trouver leur propre place pour leur enfant et un lieu de deuil. En 2016, Pasquale Plastino et Stéphane Riethauser réalisent le film Garten der Sterne (« Le jardin des étoiles »), au sujet de ce cimetière où reposent également de nombreux hommes gays.
En 2009, elle et ses collègues de O-Ton Piraten fondent dans la Kulmer Straße, près du cimetière, le théâtre non subventionné O-TonArt (situé au premier étage du bâtiment où se trouvait auparavant le premier SchwuZ). La troupe de théâtre se dissout en 2014. Sous son pseudonyme de Kläre Grube, elle invente la "Berlinade", deux variétés spéciales de limonade dont les bénéfices doivent être utilisés à des fins sociales.

## Filmographie
- Un virus sans morale (en) de Rosa von Praunheim (1986)
- Anita – Tänze des Lasters (de) de Rosa von Praunheim (1987)
- Feuer unterm Arsch (AIDS-Trilogie de Rosa von Praunheim (1991)
- Ich bin meine eigene Frau de Rosa von Praunheim (1992)
- Drei Drachen vom Grill de Thomas Goerke, Robert Schneider et Ades Zabel (1992)
- Plötzlich und unerwartet – eine Déjà-Revue de Michael Brynntrup (1993)
- Neurosia - 50 Jahre pervers (en) de Rosa von Praunheim (1994)
- Rosa, tu crains ! de Rosa von Praunheim (2002)
- Les Tantouzes ne mentent pas de Rosa von Praunheim (2002)
- Charlotte in Schweden de Rosa von Praunheim (2002)
- Das Manifest d'André Hörmann (2003)
- Heisses Blut oder Vivienne del Vargos' letzter Vorhang d'Ingo Heise (2005)
- Ichgola Androgyn de Rosa von Praunheim (2012)
- Die Prinzipien von Serendip de Giacomo Mieli et Paolo Menabò (2015)
- Garten der Sterne de Pasquale Plastino et Stéphane Riethauser (2016)